# 行人町
行人町（ぎょうにんちょう）は、愛知県半田市の地名。

## 地理
半田市西部に位置する。北は三ツ池町、北西は常滑市、北東は桃山町、南西は常滑市、南東は十三塚町に接する。

### 河川
- 伊兵池[1]

## 施設
- 伊兵衛揚水機場

### WEB
1. ↑  “愛知県半田市の町丁・字一覧”.   人口統計ラボ. 2023年11月25日閲覧。
2. ↑  総務省統計局 (2022年2月10日). “令和2年国勢調査の調査結果(e-Stat) - 男女別人口，外国人人口及び世帯数－町丁・字等” (CSV). 2023年8月2日閲覧。
3. ↑  “愛知県半田市の郵便番号一覧”.   日本郵便. 2023年11月25日閲覧。
4. ↑  “市外局番の一覧” (PDF).   総務省 (2022年3月1日). 2022年3月22日閲覧。

### 書籍
1. 1 2 3  「角川日本地名大辞典」編纂委員会 1989, p. 1818.